# 利多口孵非鯽
利多口孵非鯽，為輻鰭魚綱鱸形目隆頭魚亞目慈鯛科的其中一種，被IUCN列為瀕危保育類動物，分布於非洲馬拉威湖Kingiri及Chungruru流域，棲息深度30-100公尺，體長可達38公分，棲息在湖泊開放水域，以浮游植物為食，可做為食用魚及觀賞魚。